# رشيد جنبلاط
رشيد داوود جنبلاط (...- 1959) سياسي لبناني درزي، عاصر أواخر الدولة العثمانية والحرب العالمية الأولى والثانية، كما ولعب دورا مهما أيام الانتداب الفرنسي على لبنان وسوريا.

## في زمن الدولة العثمانية
في أواخر أيام الدولة العثمانية، وكغيره من المثقفين انتسب إلى حزب الاتحاد والترقي لفترة من الزمن ثم ما لبث أن انسحب شأنه في ذلك شأن الكثيرين من جيله بعدما اتّضحت لهم الأهداف الحقيقية للإتحاديين.
 تم تعيينه باش كاتب في قضاء جزين.

## في زمن الثورة العربية على الأتراك
ناهض العثمانيين أيام الحرب العالمية الأولى والتحق بالجيش العربي الفيصلي بقيادة الأمير فيصل بن الحسين برتبة زعيم، وتدرج في المناصب العسكرية حتى أصبح قائد حرس الأمير فيصل الخاص، وكانت تربطه به علاقة متينة وثقة كبيرة.

## في زمن الانتداب
بعدما أنهت سلطات الإنتداب الدولة العربية بقيادة فيصل في دمشق، عاد إلى لبنان وتم تعيينه متصرفا على الجنوب اللبناني (1919–1921) وعضوا في اللجة الإدارية للبنان الكبير وذلك عام 1922. كما وتولى منصب قائمقام حاصبيا وراشيا.
 انتخب نائبا في غالب المجالس التمثيلية التي تشكّلت في لبنان أيام الفرنسيين وظل في منصبه من العام 1922 وحتى العام 1937.

## بعد الاستقلال
بعد استقلال لبنان عن فرنسا، وانتخاب أول رئيس جمهورية بشارة الخوري، عارض رشيد جنبلاط الحكومة الجديدة لا سيما بعد الانتخابات التي جرت في العام 1947 واعتبرها مزورة ودعا إلى اجتماع للمعارضة في دارته الكائنة في صوفر إلا أن السلطات منعته من تحقيق هدفه وطوقت البلدة وفرضت حظرا للتجول فيها.

## أسرته
تزوج رشيد جنبلاط من الأميرة أسمى محمد جنبلاط وانجبا أربعة شبان (صلاح الدين، خالد، عمر وجمال الدين) وبنت وحيدة وهي الأميرة خولة جنبلاط أرسلان، زوجة الأمير مجيد أرسلان ووالدة المير طلال أرسلان، وكان يسكن بلدة البرامية قرب مدينة صيدا الجنوبية، وفيها بنى كلّ من رشيد وأخيه مجيد جنبلاط عام 1905، قصرين منفصلين الأول لرشيد والثاني لمجيد، تم دمجهما في قصر واحد بعد أن اشترى رشيد من أخيه المبنى الأول في العام 1923، وفيه أكبر شجرة صنوبر في لبنان.

## وفاته
توفي في العام 1959 ميلادي.